# Tilda Apfelkern
Tilda Apfelkern ist eine deutsche Zeichentrickserie, die seit 2016 produziert wird. Die Geschichte basiert auf den gleichnamigen Kinderbüchern von Andreas H. Schmachtl.

## Handlung
Die „holunderblütenweiße Kirchenmaus“ Tilda Apfelkern lebt im Heckenrosenweg in einem kleinen Dorf zwischen den Hügeln. Laut Titellied wohnt sie in einem kleinen Haus unter einem Holunder, das im Film auf dem Gelände einer etwas außerhalb gelegenen Kirche steht. Sie isst, kocht, backt, malt und beschäftigt sich gern mit Handarbeiten, trifft sich regelmäßig mit ihren Freunden, beispielsweise zu Tee und Kuchen oder Keksen, und verbringt auch sonst oft Zeit mit ihnen. Dabei erleben sie in jeder Folge ein kleines Abenteuer.
Ihr allerbester Freund ist der augenscheinlich schon etwas ältere Igel Rupert, der im Stamm einer Eiche vor ihrem Haus wohnt und als einzige der in jeder Folge auftretenden Figuren bekleidet ist. Er trägt eine runde Brille, einen roten Schal, gelbe Pantoffeln sowie eine dunkelgrüne Jacke mit Seitentaschen und Flicken an den Ellenbogen. Offensichtlich ebenfalls beste Freundin ist die „Postmaus“ Molly vom Postschalter im Dorfladen, mit der sie jede Neuigkeit teilt. Außerdem stets mit dabei sind das Rotkehlchen Robin, dessen Nest in einer Nische beim Briefkasten an der Einfriedungsmauer des Kirchengrundstücks liegt, das Eichhörnchen Edna Eichhorn mit ihren Söhnen Billy und Benny, die sich mit Rupert den Baum teilen und im oberen Teil des Stammes nahe der Krone leben, sowie Tildas stummer und meist eher beobachtender Mitbewohner Schnecki mit dem blauen Schneckenhaus.
Weitere Figuren, die nur in einzelnen Folgen auftauchen, sind die Familie Frosch, die Schafe – namentlich das Schaf Patrick –, die Ente Ida mit ihren drei Küken, das Rotkehlchen Rosalinde, Tildas Urgroßtante Emmelie und andere.

## Produktion und Veröffentlichung
Die Serie wurde 2016 in Deutschland produziert. Regie führte Konrad Weise. Das Drehbuch schrieben Lisa Clodt, Eckart Fingberg, Stefanie Schütz und Ishel U. Eichler. Zuständige Produktionsfirmen sind die Mitteldeutsche Medienförderung, die WunderWerk GmbH, die Filmförderung Hamburg Schleswig-Holstein und der FilmFernsehFonds Bayern.
Erstmals wurde die Serie am 18. November 2016 im KiKA ausgestrahlt. Weitere Ausstrahlungen erfolgten ebenfalls im MDR Fernsehen und auf ORF eins.

## Episodenliste

### Staffel 1
| Folgen-Nr. | Nr. in der Staffel | Titel                   | Erstausstrahlung  |
| 1          | 01                 | Tilda näht um die Wette | 18. November 2016 |
| 2          | 02                 | Ruperts Winterschlaf    | 19. November 2016 |
| 3          | 03                 | Tilda hat Pech          | 20. November 2016 |
| 4          | 04                 | Tilda hebt ab           | 21. November 2016 |
| 5          | 05                 | Ei gefunden             | 22. November 2016 |
| 6          | 06                 | Rupert ist krank        | 23. November 2016 |
| 7          | 07                 | Tilda malt ein Schaf    | 24. November 2016 |
| 8          | 08                 | Tilda macht Geschenke   | 25. November 2016 |
| 9          | 09                 | Das Drinnen-Picknick    | 26. November 2016 |
| 10         | 10                 | Zwei Vögel und ein Wurm | 27. November 2016 |
| 11         | 11                 | Das erkältete Schaf     | 28. November 2016 |
| 12         | 12                 | Der Trompetenunterricht | 29. November 2016 |
| 13         | 13                 | Die Schatzsuche         | 30. November 2016 |

### Staffel 2
| Folgen-Nr. | Nr. in der Staffel | Titel                    | Erstausstrahlung |
| 14         | 01                 | Das geheime Kuchenrezept | 28. März 2017    |
| 15         | 02                 | Babysitter Rupert        | 29. März 2017    |
| 16         | 03                 | Das gruselige Hörspiel   | 30. März 2017    |
| 17         | 04                 | Der Brillentausch        | 31. März 2017    |
| 18         | 05                 | Molly in Schwierigkeiten | 1. April 2017    |
| 19         | 06                 | Spuk im Heckenrosenweg   | 2. April 2017    |
| 20         | 07                 | Urlaub im Heckenrosenweg | 3. April 2017    |
| 21         | 08                 | Schnecki vermisst        | 4. April 2017    |
| 22         | 09                 | Robins Morgenlied        | 5. April 2017    |
| 23         | 10                 | Eine Nacht im Wald       | 6. April 2017    |
| 24         | 11                 | Der rätselhafte Rupert   | 7. April 2017    |
| 25         | 12                 | Pension Apfelkern        | 8. April 2017    |
| 26         | 13                 | Die neue Kirchenmaus     | 9. April 2017    |